# Trapster
Trapster — спільнота, соціальна мережа водіїв, які обмінюються інформацією про встановлених на дорогах камерах, аваріях на дорозі, патрулі дорожньої поліції і т. д. за допомогою офіційного сайту, а також додатків для мобільних пристроїв.
Trapster використовує з'єднання Wi-Fi і GPS для визначення місця розташування, і відправляє звукові і текстові попередження для уникнення штрафу. Користувачі повідомляють про пастку натисканням на екран і використовуючи комбінацію клавіш на мобільному пристрої. Щоб уникнути невірно зазначених зловмисниками і співробітниками поліції пасток, користувачі можуть підтверджувати пастки шляхом голосування. Додаток віддає перевагу пасткам, за які віддано більше голосів. Користувачі можуть визначати територію, яка їм цікава, за допомогою сайту, а також мобільних додатків і отримувати повідомлення про пастки, які їм цікаві, такі як камери на світлофорах і дорожня поліція. Інформація про статичні пастки, таких як камера у світлофора і камера швидкості, залишається в базі даних, в той час як інформація з пересувних камер зберігається 1 годину.

## Історія
Піт Тенереілло (англ. Pete Tenereillo) запустив Trapster, нову систему обміну даних між водіями, в листопаді 2007 року. На початку 2009 року число користувачів склала 500 тис.. 20 липня 2009 року зареєстрован мільйонний користувач.
У 2010 році Піт Тенереілло продав Trapster компанії Nokia, і більше не має відношення до компанії. Налічував бл. 21 млн користувачів по всьому світу.
Штаб-квартира перебувала в Сан-Дієго, Каліфорнія, і входила в бізнес-підрозділ Here, яке в свою чергу є частиною Nokia.
Закрито в кінці 2014 року.

## Підтримка додатків
Trapster підтримує наступні види мобільних платформ:
- iOS
- Android
- Windows Phone
- Nokia
- Blackberry
- Palm OS

Також доступний на навігаційних пристроях:
- Garmin
- TomTom